# Liste des évêques d'Auxerre

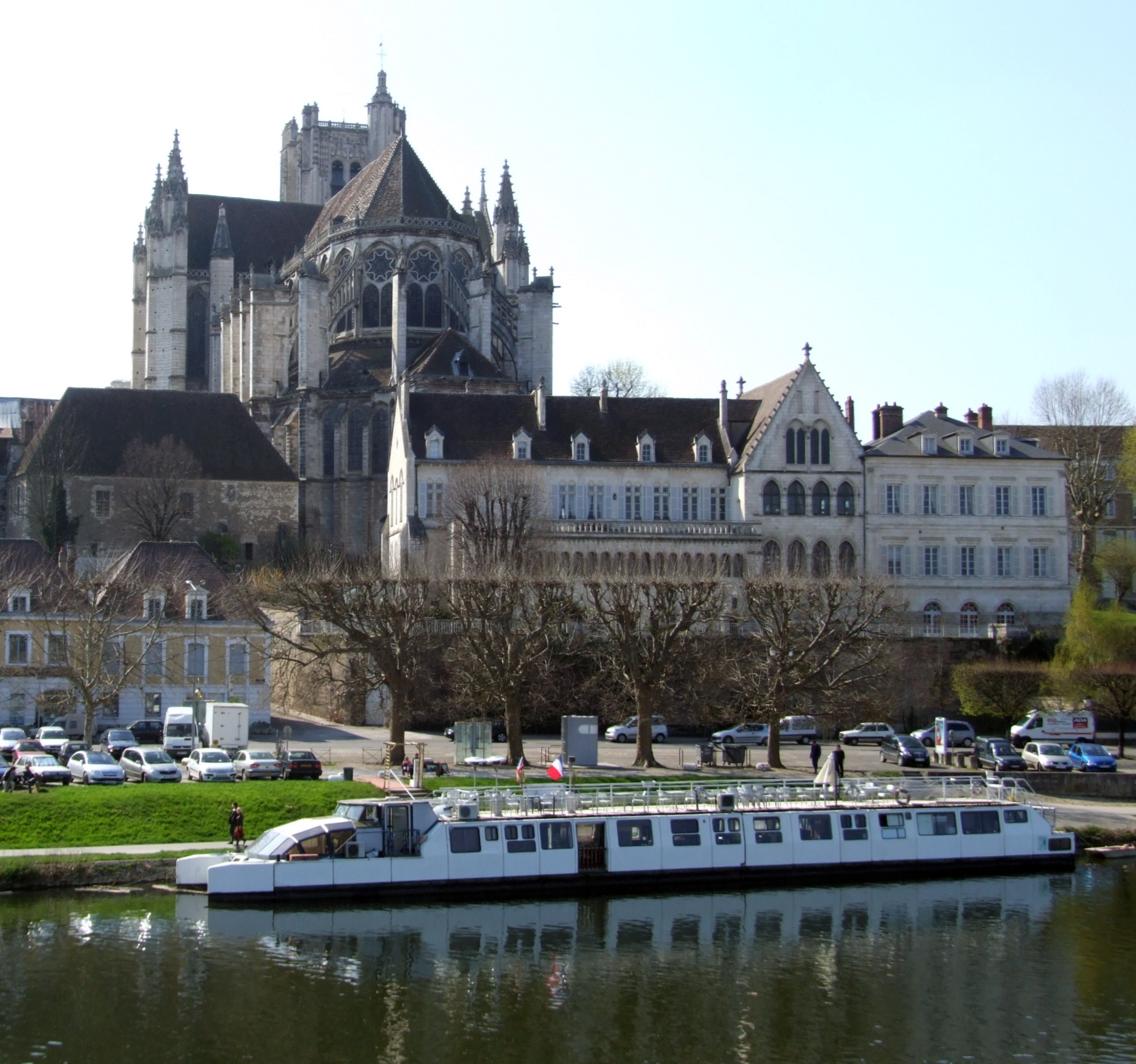
Proche de l'Yonne, cathédrale Saint-Étienne et palais épiscopal,
siège du diocèse d'Auxerre

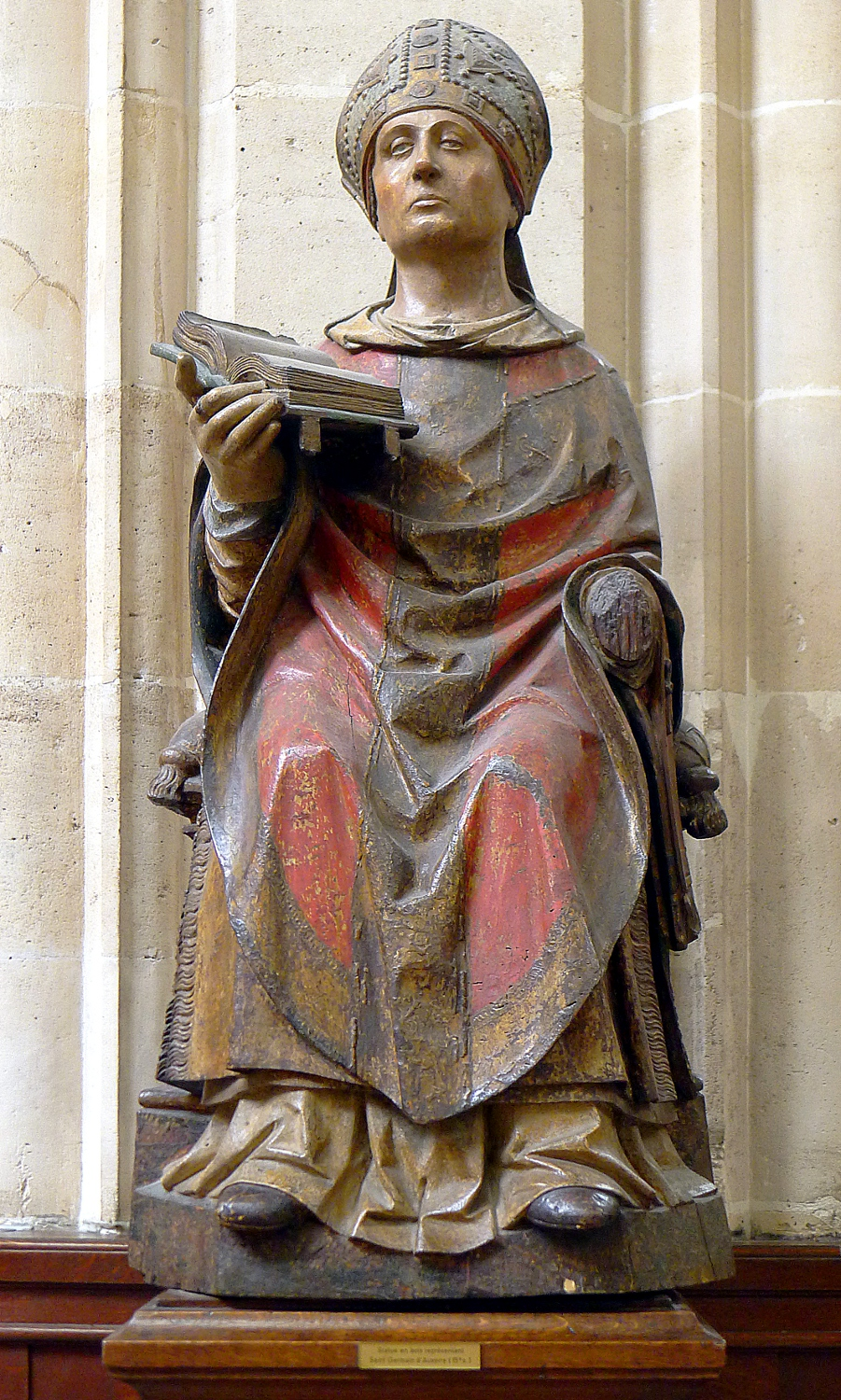
Saint Germain,
6e évêque d'Auxerre
(418-448)

Liste des évêques d’Auxerre

## Antiquité
- (1er) 258-304 : saint Pèlerin d'Auxerre
- (2e) 304-330 : saint Marcellien d'Auxerre
- (3e) 331-360 : saint Valérien d'Auxerre
- (4e) 361-385 : saint Hellade ou Elade (Elladius)
- (5e) 386-418 : saint Amâtre
- (6e) 418-448 : saint Germain d'Auxerre
- (7e) 448-451 : saint Fraterne[1]
- (8e) 451-472 : saint Alode d'Auxerre

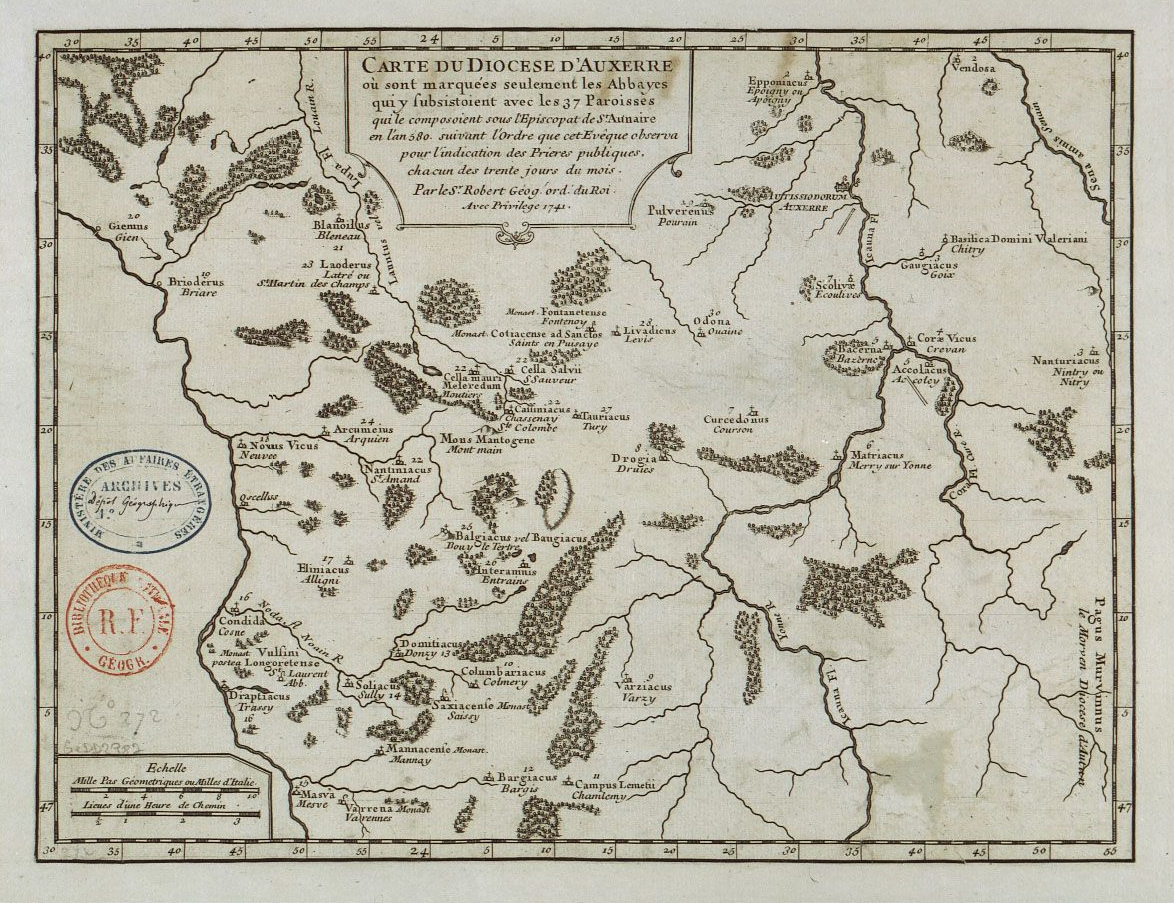
Diocèse d'Auxerre en 480
(carte de 1741)

- (9e) 472-502 : saint Censure

## Moyen Âge

### Haut Moyen Âge
- (10e) 502-507 : saint Ours d'Auxerre
- (11e) 507-515 : saint Théodose d'Auxerre[2]
- (12e) 516-528 : saint Grégoire d'Auxerre
- (13e) 529-531 : saint Optat d'Auxerre[3]
- (14e) 532 : saint Droctoald[4]
- (15e) 532-560 : saint Éleuthère[5]
- (16e) 561-564 : saint Romain d'Auxerre[6]
- (17e) 564-571 : saint Ethère[7]
- (18e) 572-603 ou 605 : saint Aunaire d'Auxerre[n 1]
- (19e) 605-621 : saint Didier d'Auxerre dit "Desiderius"
- (20e) 622-653 : saint Pallade d'Auxerre
- (21e) 653-684 : saint Vigile
- (22e) 684-691 : Scopilion[8]
- (23e) 691-706 : Tétrice (Tetricus[n 1],[9],[10],[11])
- (24e) 706-710 : Foucauld[12]
- (25e) 710-715 : Savaric
- (26e) 716-728 : Quintilien
  - Un certain Chillien, Cillien ou Quilien est mentionné ; Jean Lebeuf pense qu'il est la même personne que Quintilien[n 2]
- (27e) 728-733 : Clément[13]
- (28e) 733-748 : V. Aidulfe[14]
- (29e) 748-763 : Haymar[15]
- (30e) 763-771 : Théodrane[16]
- (31e) 772-800 : V. Maurin[17]
- (32e) 800-813 : B. Aaron[18]
- (33e) 813-828 : B. Angelelme[19]
- (34e) 829-857 : saint Héribald ou Héribaud
- (35e) 857-860 : saint Abbon[20]
- (36e) 860-873 : B. Chrétien[21]
- (37e) 873-879 : Wala[22],[23]
- (38e) 879-887 : V. Wibaud († 12 mai, ~887)[24]
- (39e) 887-910 : V. Hérifrid ou Herfroy
- (40e) 910[25]-914 : saint Géran
- (41e) 915-918 : saint Betton
- (42e) 918-933 : Gaudry, dit aussi « Gualdric »[26] ou « Waldric »[27]
- (43e) 933-961 : Guy Ier d'Auxerre.
- (44e) 961-970 : Richard[28].
- (45e) 971-995 : Héribert d'Auxerre
- (46e) 996-998 : Jean[29] le Riche[30], demi-frère du précédent par leur mère Raingarde de Dijon[31],[32]

### Moyen Âge Central
- (47e) 999-1039 : Hugues I de Chalon
- (48e) 1040-1052 : Héribert IILebeuf 1743a, vol. 1, p. 240-241
- (49e) 1052-1076 : Geoffroy de Champallement[33] (Champalleman)
- (50e) 1076-1084 : Robert I de Nevers

♦ Trois ans de vacance
- (51e) 1087-1114 : V. Humbaud
- (52e) 1115-1136 : saint Hugues II de Montaigu
- (53e) 1137-1151 : B. Hugues III de Mâcon
- (54e) 1152-1167 : V. Alain de Larrivour
- (55e) 1167-1181 : Guillaume Ier de Toucy
- (56e) 1182 : Garmond Clément, évêque élu, meurt non confirmé par le pape
- (57e) 1183-1206 : Hugues de Noyers
- (58e) 1207-1220 : Guillaume II de Seignelay (puis évêque de Paris de 1220 à 1223)
- (59e) 1220-1234 : Henri de Villeneuve[34]
- (60e) 1234-1244 : V. Bernard I de Sully1327[35],[36]
- (61e) 1244-1247 : Renaud de Saligny1327[37].
- (62e) 1247-1269 : Guy II de Mello
- (63e) 1271-1278 : Erard de Lesignes, cardinal-évêque de Palestrina, mort en 1279
- (64e) 1278-1295 : Guillaume III de Grez
- (65e) 1295-1306 : Pierre I de Mornay

### Bas Moyen Âge
- (66e) 1306-1307 : Pierre II de Belleperche
- (67e) 1308-1325 : Pierre III de Grez
- (68e) 1326-1327 : Pierre IV de Mortemart, transféré de Viviers (1326), cardinal en 1327[38], mort en 1335
- (69e) 1328-1330 : Hélie de Talleyrand-Périgord, transféré de Limoges (1328), cardinal en 1330, mort en 1365
- (70e) 1331-1339 : Aymery Guénaud, transféré à Rouen (1339-1343)
- (71e) 1338-1344 : Jean II de Blangy
- (72e) 1344-1347 : Pierre V de Villaines, transféré à Bayeux (1347)
- (73e) 1347-1348 : Bernard II le Brun transféré du Puy (1327-1342) puis de Noyon (1342-1347).
- (74e) 1349-1351 : Pierre VI de Cros, transféré de Senlis, cardinal, mort en 1361
- (75e) 1351-1352 : Audoin Albert, cardinal, transféré de Paris, mort en 1363.
- (76e) 1352-1359 : Jean III d'Auxois
- (77e) 1359-1361 : Ithier de Jarousse
- (78e) 1361-1362 : Jean IV Germain
- (79e) 1362-1373 : Pierre VII Aymé, dit "Aymé des Roches de Coffins"
- (80e) 1373-1376 : Nicolas I d’Arcies
- (81e) 1376-1382 : Guillaume d’Estouteville
- (82e) 1382-1390 : Ferric Cassinel
- (83e) 1390-1409 : Michel de Creney
- (84e) 1409-1410 : Jean V de Thoisy
- (85e) 1410-1426 : Philippe I des Essarts
- (86e) 1426-1432 : Jean VI de Corbie
- (87e) 1433-1449 : Laurent Pinon
- (88e) 1449-1473 : Pierre VIII de Longueil
- (89e) 1473-1477 : Enguerrand Signart, résigné (1477), mort en 1485

## Époque moderne

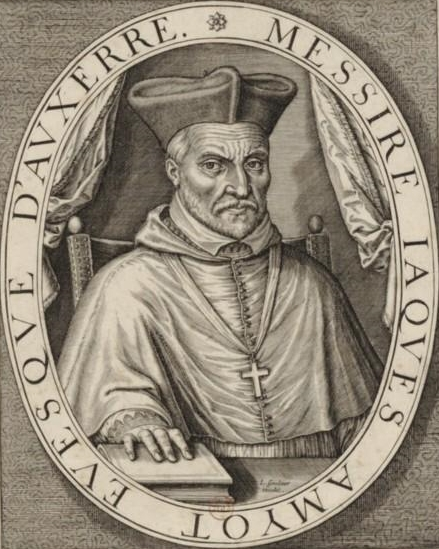
Jacques Amyot,
96e évêque d'Auxerre
(1570-1593)

- (90e) 1477-1513 : Jean VII Baillet
- (91e) 1513-1530 : François I de Dinteville
- (92e) 1530-1554 : François II de Dinteville
- (93e) 1554-1560 : Robert II de Lenoncourt
- (94e) 1560-1563 : Philippe II de Lenoncourt
- (95e) 1563-1570 : Philibert Babou de La Bourdaisière, cardinal de Saint-Sixte
- (96e) 1570-1593 : Jacques Amyot
- (97e) 1599-1625 : François III de Donadieu
- (98e) 1626-1631 : Gilles de Souvré
- (99e) 1631-1637 : Dominique Séguier
- (100e) 1640-1671 : Pierre IX de Broc
- (101e) 1672-1676 : Nicolas II Colbert
- (102e) 1676-1704 : André Colbert
- (103e) 1705-1754 : Charles de Caylus
- (104e) 1754-1760 : Jacques-Marie de Caritat de Condorcet
- (105e) 1760-1801 : Jean-Baptiste-Marie Champion de Cicé, dernier évêque d'Auxerre. Mort en 1805.

## Fin de l'évêché
Le diocèse est supprimé en 1790. Il est fusionné en 1823 avec l'archidiocèse de Sens, sous le nom d'archidiocèse de Sens-Auxerre.